# Hänschen, piep einmal
Hänschen, piep (ein)mal, auch Mäuschen, piep (ein)mal oder Mäuschen, mach mal piep, ist ein Kinderspiel und Kindergeburtstagsspiel, das zeitweilig auch bei Jugendlichen als Partyspiel Anklang findet. In der Kindererziehung fördert das Spiel als Hörspiel und Hör-Kimspiel.

## Ablauf
Gespielt wird es in größerem Kreis ab etwa 7 bis 15 Mitspielern. Beim Kinderspiel werden einem Mitspieler die Augen verbunden und die anderen Spieler ordnen sich im Kreis um diesen herum an. Der Spieler mit den verbundenen Augen wählt einen der Umstehenden aus oder setzt sich auf dessen Schoß, danach fordert er ihn mit dem Spruch Hänschen piep einmal oder Mäuschen piep einmal auf, einen Piep-Laut von sich zu geben. Der Piepende muss nun einen Laut von sich geben, kann dabei jedoch auch die Stimme verstellen. Errät der Ratende den Mitspieler, wird die Augenbinde getauscht.
Bei Partys ist es seitens des Raters üblich, sich auf den Schoß eines der im Kreis sitzenden Teilnehmer zu setzen und diesen zum Piepen auf zu fordern. Errät man nach dreimaligem Piepen das Hänschen nicht, muss man einen weiteren Mitspieler besetzen. In England ist es unter dem Namen Squeak Piggy Squeak bekannt.

## Varianten
Als Kennenlernspiel im Kindergarten und der Anfangsklasse der Grundschule wird ein Mitspieler kurz vor die Tür geschickt. In der Zwischenzeit schlüpft ein anderes Kind sich auf den Boden kauernd unter eine Decke. Der Rater wird herein gebeten und muss nun aus den dreimaligen Piepslauten erkennen, wer sich unter der Decke befindet.

## Belege
1. ↑  Werner Röhrig: Bewegung- und Wahrnehmungsförderung als integrierter Bestandteil der Kindererziehung! In: Maria Theresia Strouhal: Wir entdecken die Welt. Auer-Verlag, Donauwörth 2004; S. 62 und 74 (Volltext (Memento des Originals vom 21. Februar 2016 im Internet Archive)  Info: Der Archivlink wurde automatisch eingesetzt und noch nicht geprüft. Bitte prüfe Original- und Archivlink gemäß Anleitung und entferne dann diesen Hinweis.)
2. ↑  Johanna Pretorius: Knaurs  Spielebuch. Der Spiele-Klassiker. Neuausg. Knaur Taschenbuchverlag, München 2009, ISBN 978-3-426-79836-2 („Kennenlern-Spiele“ ab S. 51ff.)
3. ↑  „Hänschen piep mal!“ In: Robert E. Lembke: Das große Haus- und Familienbuch der Spiele. Lingen Verlag, Köln o. J.; S. 240.